# Гверёздно
Гверёздно — деревня в Оредежском сельском поселении Лужского района Ленинградской области.

## История
Впервые упоминается в Писцовой книге Водской пятины 1500 года, как деревня Гверезна в Никольском Бутковском погосте Новгородского уезда.
Как деревня Гверозна она обозначена на карте Санкт-Петербургской губернии Ф. Ф. Шуберта 1834 года.

ДВЕРЕЗНА — деревня, принадлежит: генерал-майорше Бегичевой, число жителей по ревизии: 11 м. п., 10 ж. п.

чиновнику 7-го класса Казакевичу, число жителей по ревизии: 2 м. п., 3 ж. п.

капитан-лейтенантше Рыкачевой, число жителей по ревизии: 11 м. п., 10 ж. п.

капитан-лейтенантше Мордвиновой, число жителей по ревизии: 3 м. п., 4 ж. п.

чиновнице 7-го класса Случанской, число жителей по ревизии: 10 м. п., 12 ж. п.

чиновника 7-го класса Рындина детям, число жителей по ревизии: 7 м. п., 9 ж. п. (1838 год)

Как деревня Гверезна она отмечена на карте профессора С. С. Куторги 1852 года.

ДВЕРЕЗНО — деревня госпожи Рыкачевой, по просёлочной дороге, число дворов — 14, число душ — 48 м. п. (1856 год)

Согласно X-ой ревизии 1857 года деревня Гверездно состояла из четырёх частей:

1-я часть: число жителей — 12 м. п., 11 ж. п. (из них дворовых людей — 2 м. п., 1 ж. п.)

2-я часть: число жителей — 22 м. п., 27 ж. п.

3-я часть: число жителей — 31 м. п., 25 ж. п. (из них дворовых людей — 7 м. п., 10 ж. п.)

4-я часть: число жителей — 2 м. п., 1 ж. п.

ГВЕРЕЗДНО — деревня владельческая при колодцах, число дворов — 18, число жителей: 42 м. п., 45 ж. п.; Часовня православная. (1862 год)

В 1866 году временнообязанные крестьяне деревни выкупили свои земельные наделы у Е. Д. Рыкачевой и стали собственниками земли.
Согласно подворной описи 1882 года, деревня Гверездно Почапского общества Бутковской волости состояла из четырёх частей:

1) бывшее имение Азимовой, домов — 11, душевых наделов — 10, семей — 5, число жителей — 9 м. п., 17 ж. п.; разряд крестьян — водворённые на земле мелкопоместных владельцев.

2) бывшее имение Дашковой, домов — 17, душевых наделов — 22, семей — 11, число жителей — 28 м. п., 32 ж. п.; разряд крестьян — собственники.

3) бывшее имение Рыкачевой, домов — 18, душевых наделов — 24, семей — 14, число жителей — 43 м. п., 42 ж. п.; разряд крестьян — собственники.

4) домов — 3, душевых наделов — нет, семей — 1, число жителей — 4 м. п., 6 ж. п.; разряд крестьян — водворённые на собственной земле.
В XIX — начале XX века деревня административно относилась к Бутковской волости 1-го земского участка 1-го стана Лужского уезда Санкт-Петербургской губернии.
По данным «Памятной книжки Санкт-Петербургской губернии» за 1905 год, деревня Гверёздно входила в Почапское сельское общество.

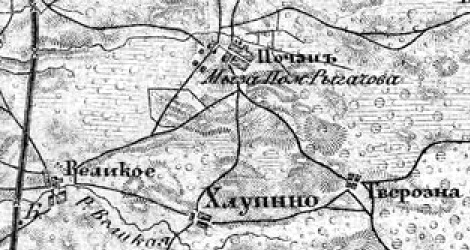
Деревня Гверёздно на карте 1912 года

Согласно карте из «Исторического атласа Санкт-Петербургской Губернии» 1912 года деревня называлась Гверозна.
С 1917 по 1927 год деревня Гверёздно входила в состав Почапского сельсовета Бутковской волости Лужского уезда.
С 1927 года, в составе Оредежского района.
С 1928 года, в составе Бельского сельсовета.
По данным 1933 года деревня Гверёздно входила в состав Бельского сельсовета Оредежского района.
C 1 августа 1941 года по 31 января 1944 года деревня находилась в оккупации.
С 1954 года — в составе Холмицкого сельсовета.
С 1957 года — в составе Бельского сельсовета.
С 1959 года — в составе Лужского района.
В 1965 году население деревни Гверёздно составляло 193 человека.
По данным 1966 года деревня Гверёздно также входила в состав Бельского сельсовета Лужского района.
По данным 1973 и 1990 годов деревня Гверёздно входила в состав Оредежского сельсовета.
В 1997 году в деревне Гверёздно Оредежской волости проживали 34 человека, в 2002 году — 23 человека (русские — 96 %).
В 2007 году в деревне Гверёздно Тёсовского сельского поселения проживал 21 человек
19 мая 2019 года деревня вошла в состав Оредежского сельского поселения.

## География
Деревня расположена в восточной части района к югу от автодороги 41К-662 (Оредеж — Тёсово-4 — Чолово) и деревни Почап.
Расстояние до административного центра поселения — 17 км.
Расстояние до ближайшей железнодорожной станции Оредеж — 5 км. Ближайший остановочный пункт — платформа 133 км.

## Демография
| 1838 | 1862 | 1965 | 1997 | 2007 | 2010 | 2017 |
| ---- | ---- | ---- | ---- | ---- | ---- | ---- |
| 92   | ↘87  | ↗193 | ↘34  | ↘21  | ↗48  | ↘33  |

## Улицы
Лесная, Песчаная.